# Variations on the name Gabriel Fauré
Variations on the name Gabriel Fauré (Fauré-variations) is een compositie van Arnold Bax. Bax schreef het werk voor harp, violen, altviolen, celli en contrabassen. Het is een bewerking van zijn eigen Suite for Fauré, dat hij in 1945 op een achterafkamertje schreef voor piano. De compositie begint met een notenreeks voor harp, die analoog loopt aan de naam van de Franse componist Gabriel Fauré. Daarbij zijn enkele kunstgrepen toegepast:
- G = G
- A = A
- B = B
- R werd D
- I werd B
- E = E
- L werd E
- F = F
- A = A
- U werd G
- R werd D
- E = E

De "variaties" zijn verdeeld over vijf deeltjes:
- Idyll (voorheen Prelude)
- Barcarolle
- Polka
- Storm
- Quodlibet (voorheen Finale)

Zowel de originele versie als deze voor harp/strijkorkest bleef lang op de plank liggen. Bax zat er volgens de overlevering ook niet achterheen om het uitgevoerd te krijgen. Pas op 31 januari 1961 was de versie voor harp/strijkorkest te horen. Het werd gespeeld door het Boyd Neel String Orchestra gedurende een radio-uitzending op die dag, terwijl hij de partituur al langer in zijn bezit had. Het werk is aan Boyd Neel opgedragen, maar onduidelijk is of Bax (overleden in 1953), dat al tijdens zijn leven kenbaar heeft gemaakt. Na die radio-uitzending verdween het werk weer in de la. 
In de jaren ’80 wijdde Chandos een serie compact discs aan deze componist. Beide werken ontbraken daarin. De eerste opname voor harp/strijkorkest verscheen in 2010 op het Dutton Epoch-platenlabel, dat gespecialiseerd is in “vergeten” Britse muziek.  